# 美国航空集团
美国航空集团公司（英語：American Airlines Group, Inc.）是美国一家总部位于德克萨斯州沃斯堡的航空业上市公司。美国航空集团成立于2013年12月9日，由美国航空的母公司AMR公司与全美航空的母公司全美航空集团合并而成。美国航空集团是目前全球最大的航空公司，每天约有6,700多架次的航班飞往全球56个国家或地区的350个目的地，年营业收入超过400亿美元，并拥有超过10万人的雇员。美国航空集团且计划接受607架新飞机，这其中包括517架窄体飞机和90架宽体国际飞机。美国联邦航空管理局于2015年4月8日为美国航空集团公司颁发了单一运营证书，这标志着美国航空与全美航空的合并最终完成。

## 所有权归属
截止2017年，美国航空集团公司的主要股份由机构投资者所持有，例如：普信集团、波克夏·哈萨威公司、等。